# Bruno Calatroni
Bruno Calatroni (20 ottobre 1905 – 15 agosto 1966) è stato un politico e partigiano italiano.

## Biografia
Antifascista, iscritto al Partito Socialista Italiano, combatté come partigiano durante la Resistenza e partecipò alla formazione del Comitato di Liberazione Nazionale di Cremona. Fu il primo sindaco di Cremona dopo la fine della dittatura fascista, nominato dal prefetto con il beneplacito del CLN e del comando anglo-americano.
Morì tragicamente il 15 agosto 1966, durante una vacanza in famiglia sul lago di Garda, a causa di un nubifragio che aveva causato il ribaltamento dell'imbarcazione su cui si trovava; anche la moglie Nerina morì, non prima però di essere riuscita a trascinare a riva il figlio Guido, salvandogli la vita.